# 半醉人間
《半醉人間》是一部香港的電影。由盧巧音、黃婉伶和周國賢領銜主演。本作品於2006年1月19日於香港上映。由邱禮濤和晴朗執導。這齣電影以酒作為題材。
根據《電影檢查條例》，本片列為兒童不宜（ⅡA）。

## 故事大綱
故事講述18歲的Paul中五畢業後到一間名叫半人間的酒吧應徵調酒師，老闆娘Candy竟二話不說聘用了零經驗的他。Paul正式工作後認識了另一名調酒師Stella，二人互有好感，感情經過重重波折。而在酒吧工作，令Paul觀察到客人飲酒前及飲酒後的神情，體現了人生百態。

## 工作人員
- 副導演：陳志良
- 場記：黎小尤
- 美術：葉淑華
- 收音：梁宗厚
- 化妝：蕭倩文
- 道具：楊國祺
- 特別視效：亞洲傳奇有限公司
- 策劃：馬學明、古愛英
- 混音：聶基榮
- 髮型：何佛生、陳志偉

## 角色

### 主要演員
| 演員   | 角色     | 關係/暱稱                                                        |
| 盧巧音 | Candy    | 「半人間」老闆娘 Vincent同父異母妹妹                             |
| 黃婉珮 | Stella   | 20歲 浸會大學傳理系二年級學生 「半人間」調酒師 活潑開朗 喜歡Paul |
| 周國賢 | Paul     | 葉啟豪 18歲 重讀中五一次 討厭飲酒 喜歡Stella 「半人間」調酒師    |
| 李思捷 | Michael  | 阿權上司 車行老闆                                                |
| 曾國祥 | 葉偉權   | 阿權 Michal下屬 Macy男朋友                                       |
| 陳文媛 | Macy     | 阿權女朋友                                                       |
| 葛民輝 | Vincent  | Candy同父異母哥哥                                                |
| 鄧健泓 | Dave     | 雜誌編輯                                                         |
| 鄭丹瑞 | Paul爸爸 | 中風死亡                                                         |

### 其他演員
| 演員     | 角色   | 關係/暱稱                  |
| 董敏莉   | 阿菲   | 楊正一女朋友               |
| 彭懷德   | Eddie  |                            |
| 王志安   | Daniel |                            |
| 梁俊一   | 楊正一 | 阿菲男朋友                 |
| 雪菲     |        | 流連酒吧內與Paul接吻的女生 |
| 張詠妍   |        |                            |
| 阮民安   |        |                            |
| 鄧肇欣   |        |                            |
| 葉宇澄   |        |                            |
| 張繼聰   |        |                            |
| 王浩信   |        |                            |
| 蔡錦鋒   |        |                            |
| 高潮樂隊 |        |                            |

## 歌曲
- 主題曲：半醉人間
- 作曲/主唱：周國賢
- 作詞：火火
- 編曲：Goro/周國賢
- 監製：林健華/周國賢
- OP:J.Music
- SP:華納唱片

## 外部連結
- 開眼電影網上《半醉人間》的資料（繁體中文）
- 香港影庫上《半醉人間》的資料（繁體中文）
- 时光网上《半醉人間》的資料（简体中文）
- 豆瓣电影上《半醉人間》的資料 （简体中文）
- 爛番茄上《半醉人間》的資料（英文）
- AllMovie上《半醉人間》的资料（英文）
- 互联网电影数据库（IMDb）上《半醉人間》的资料（英文）